# Émile Dupont
Émile Dupont (n. 8 iunie 1887, Liège, Valonia, Belgia – d. 18 martie 1959, Liège, Valonia, Belgia) a fost un trăgător de tir ce a reprezentat Belgia, medaliat olimpic. A participat la 2 ediții ale Jocurilor Olimpice (1920, 1924) în care a câștigat o medalie de argint.